# Mistrovství Evropy v judu 2004
Mistrovství Evropy se konalo v Sala Polivalentă v Bukurešti, Rumunsko, ve dnech 14–16. května 2004 a kategorie bez rozdílu vah proběhla v Elektromos sportcsarnok v Budapešti, Maďarsko, 4. prosince 2004.
Turnaj se měl původně konat v Bělehradě, ale kvůli vyhrocené situaci v Kosovu byl turnaj přesunut do Bukurešti.

## Program
Bukurešť
- PÁT – 14.05.2004 – superlehká váha (−60 kg, −48 kg) a pololehká váha (−66 kg, −52 kg) a lehká váha (−73 kg)
- SOB – 15.05.2004 – lehká váha (−57 kg) a polostřední váha (−81 kg, −63 kg) a střední váha (−90 kg)
- NED – 16.05.2004 – střední váha (−70 kg) a polotěžká váha (−100 kg, −78 kg) a těžká váha (+100 kg, +78 kg)

 Budapešť
- SOB – 04.12.2004 – bez rozdílu vah (muži a ženy)

## Výsledky

### Muži
| Kategorie | Zlato                 | Stříbro                | Bronz                      | Bronz                   |
| --------- | --------------------- | ---------------------- | -------------------------- | ----------------------- |
| −60 kg    | Ludwig Paischer (AUT) | Revaz Zidiridis (GRE)  | Jevgenij Staněv (RUS)      | Armen Nazarjan (ARM)    |
| −66 kg    | Bektaş Demirel (TUR)  | Elčin Ismajilov (AZE)  | Óscar Peñas (ESP)          | Benjamin Darbelet (FRA) |
| −73 kg    | Kiyoshi Uematsu (ESP) | Jo'el Razvozov (ISR)   | Davit Kevchišvili (GEO)    | Vsevolod Zeljonyj (LAT) |
| −81 kg    | Ilias Iliadis (GRE)   | Ole Bischof (GER)      | Ricardo Etxarte (ESP)      | Dmitrij Nosov (RUS)     |
| −90 kg    | Francesco Lepre (ITA) | Mark Huizinga (NED)    | Valentyn Hrekov (UKR)      | Chasanbi Taov (RUS)     |
| −100 kg   | Ari'el Ze'evi (ISR)   | Antal Kovács (HUN)     | Ghislain Lemaire (FRA)     | Michele Monti (ITA)     |
| +100 kg   | Selim Tataroğlu (TUR) | Indrek Pertelson (EST) | Dennis van der Geest (NED) | Tamerlan Tmenov (RUS)   |

### Ženy
| Kategorie | Zlato                     | Stříbro                  | Bronz                        | Bronz                      |
| --------- | ------------------------- | ------------------------ | ---------------------------- | -------------------------- |
| −48 kg    | Alina Dumitruová (ROU)    | Taťjana Moskvinová (BLR) | Frédérique Jossinetová (FRA) | Nynke Klopstraová (NED)    |
| −52 kg    | Ioana Aluașová (ROU)      | Ilse Heylenová (BEL)     | Petra Nareksová (SLO)        | Telma Monteirová (POR)     |
| −57 kg    | Isabel Fernándezová (ESP) | Sophie Coxová (GBR)      | Natalija Jucharevová (RUS)   | Cinzia Cavazzutiová (ITA)  |
| −63 kg    | Sara Álvarezová (ESP)     | Aneta Szczepańská (POL)  | Julija Kuzinová (RUS)        | Sarah Clarková (GBR)       |
| −70 kg    | Edith Boschová (NED)      | Cecilia Blancová (ESP)   | Raša Sraková (SLO)           | Andrea Pažoutová (CZE)     |
| −78 kg    | Jenny Karlová (GER)       | Lucia Moricová (ITA)     | Anastasija Matrosovová (UKR) | Esther San Miguelová (ESP) |
| +78 kg    | Maryna Prokofjevová (UKR) | Karina Bryantová (GBR)   | Katrin Beinrothová (GER)     | Cvetana Božilovová (BUL)   |